# Моузес Мабида (стадион)
Моузес Мабида е стадион в Дърбан, Република Южна Африка.
Носи името на бившия главен секретар на Южноафриканската комунистическа партия. Има капацитет от 62 760 зрители по време на Световното първенство 2010 и 54 000 след неговото приключване.

## Строеж
Разположен е на брега на Индийския океан. Разполага с подвижен покрив. Друга отличителна характеристика на стадиона е високата 105 м арка, която преминава над него по цялата му дължина. Официално е открит на 29 ноември 2009 г.

## Световно първенство по футбол 2010
По време на шампионата на стадиона се изиграват 5 срещи от предварителните групи, осминафинал, четвъртфинал и полуфинал.